# Терализумаб
Терализумаб (также известный как TGN1412, CD28-SuperMAB и TAB08) представляет собой иммуномодулирующий препарат, разработанный Томасом Хюнигом из Вюрцбургского университета. Он был исключён из разработки после того, как вызвал тяжёлые воспалительные реакции, а также хроническую недостаточность органов в первом исследовании на людях, проведённом PAREXEL в Лондоне в марте 2006 года. Позже в том году компания-разработчик TeGenero Immuno Therapeutics обанкротилась, после чего коммерческие права были приобретены российским стартапом TheraMAB. Препарат был переименован в TAB08. Известно о завершении клинических испытаний фазы I и II для лечения артрита и раковых заболеваний.
Первоначально предназначенный для лечения В-клеточного хронического лимфоцитарного лейкоза (В-ХЛЛ) и ревматоидного артрита, TGN1412 представляет собой гуманизированное моноклональное антитело, которое не только связывается, но и является сильным агонистом рецептора CD28 Т-клеток иммунной системы. CD28 является корецептором Т-клеточного рецептора: он связывается с рецепторами-партнёрами по реакции через один из своих лигандов (семейство B7).
Препарат, который в марте 2005 года был признан орфанным медицинским продуктом Европейским агентством по лекарственным средствам, был разработан TeGenero Immuno Therapeutics, испытан компанией Parexel и произведён компанией Boehringer Ingelheim. TeGenero объявила о первом разъяснении молекулярной структуры CD28 почти ровно за год до начала клинических испытаний I фазы TGN1412.

## Производство
Мышей инбредного штамма BALB/c иммунизировали человеческими рекомбинантными слитыми белками CD28-Fc и стимулировали клеточной линией В-лимфомы, трансфицированной для экспрессии человеческого CD28. Гибридомы получали путем слияния В-клеток с партнёром гибридомы X63Ag8.653, затем подвергали скринингу на реактивность с человеческим CD28 и TCR-независимую митогенную активность. Были идентифицированы два моноклональных штамма, названные 5.11A1 и 9D7. Самый активный из двух, 5.11A1, представляет собой иммуноглобулин IgG1 мыши.
Определяющие комплементарность участки 5.11A1 были клонированы в каркас человеческого IgG и объединены с константными областями IgG1 (TGN1112) или IgG4 (TGN1412). Согласно брошюре компании Investigator, «TGN1412 представляет собой гуманизированное моноклональное антитело, направленное против человеческого антигена CD28. Молекула была генетически сконструирована путём переноса участков, определяющих комплементарность (CDR), из последовательностей вариабельных участков тяжёлой и лёгкой цепей моноклонального мышиного анти-человеческого C28[sic] антитела (5.11A1, Luhder et al., 2003) в вариабельные каркасы тяжёлой и лёгкой цепи человека. Гуманизированные вариабельные участки впоследствии рекомбинировали с человеческим геном, кодирующим гамма-цепочку IgG4, и геном, кодирующим каппа-цепочку человека, соответственно». Затем полученные гены трансфицировали в клетки яичника хомячка и получили рекомбинантное антитело из культурального супернатанта как результат.

## Фармакология

### Механизм действия
Активация Т-клеток обычно требует как вовлечения антигенного рецептора (сигнал 1), так и ко-стимуляции (сигнал 2). Исследования моноклональных антител, специфичных к мышиному, крысиному или человеческому CD28, выявили так называемые «суперагонистические» антитела, которые могли стимулировать Т-клетки без одновременной стимуляции антиген-рецептора (сигнал 1). Неясно, представляет ли эта активность более сильную активность или другую активность.
Были идентифицированы два антитела, специфичные к рецептору CD28 человека. Более активный из двух, TGN1112 (первоначально названный 5.11A1), принадлежал к классу иммуноглобулинов IgG1. Другой, TGN1412 (клон 9D7), принадлежал к классу IgG4. Независимый от TCR(Т-клеточного рецептора) агонизм этих антител включал связывание со специфической частью молекулы CD28, называемой петлёй C"D. Первоначально предполагалось, что антитело с таким свойством может быть терапевтически полезным для стимуляции иммунной системы у пациентов с иммуносупрессией. Однако данные исследований in vitro и in vivo на животных моделях позже показали, что введение будет приводить к предпочтительной активации регуляторных Т-клеток, что в свою очередь приводит к чистому эффекту подавления Т-клеток. На своём веб-сайте компания написала: «Выраженная активация и размножение Т-клеток, опосредованные CD28-SuperMAB, в моделях на животных сопровождаются экспрессией противовоспалительных цитокинов, таких как IL-10, вместо развития тяжёлого синдрома высвобождения цитокинов, а также высвобождения провоспалительных медиаторов, индуцированных другими агентами, воздействующими на комплекс TCR». Как оказалось, результаты первого испытания на людях показывают, что так может быть не всегда.
Новое объяснение неудачного испытания было предложено в статье, опубликованной в журнале Clinical Immunology. Учёные обнаружили, что все Т-клетки, которые активируются с помощью обычной стимуляции, опосредованной TCR, на короткое время становятся регуляторными и экспрессируют FOXP3. Однако в конечном итоге большинство этих клеток снижают свои регуляторные способности и становятся эффекторными клетками. Таким образом, попытки индуцировать Т-клетки FOXP3+ могут также индуцировать эффекторные клетки, способные вызывать повреждение тканей.
Другими клетками, активируемыми лигированием CD28 у человека, являются эозинофильные гранулоциты. Они могут высвобождать IFN-γ, IL-2, IL-4 и IL-13. Однако большинство экспериментов in vitro ограничиваются использованием очищенных мононуклеарных клеток периферической крови (PBMN), которые не содержат этих клеток.
Было высказано предположение, что для функционирования в качестве агониста TGN1412 должно представлять собой цельное антитело, включая константный (Fc) участок. Согласно отчёту TeGenero, F(ab)2 не может генерировать необходимую стимуляцию. В отличие от родственного клона TGN1112, представляющего собой IgG1, TGN1412 относится к подклассу IgG4. Выбор был сделан в пользу последнего, поскольку TGN1112 проявлял антителозависимую клеточную цитотоксичность на клетках CD28+ Jurkat. Таким образом было обнаружено, что функция связывания антител через рецептор Fcγ, по-видимому, необходима для иммунной регуляции. Однако опсонизация клеток антителами обычно приводит к фагоцитозу меченых клеток, как это наблюдается в случае ВИЧ.

## История
В своих первых клинических испытаниях на людях он вызвал катастрофическую системную недостаточность органов у субъектов, несмотря на то, что его вводили в предполагаемой субклинической дозе 0,1 мг/кг, что примерно в 500 раз ниже, чем доза, безопасная для животных. Шесть добровольцев были госпитализированы 13 марта 2006 года. По крайней мере, у четырёх из них развилась полиорганная недостаточность.
Клинические испытания фазы I были проведены компанией Parexel в независимом подразделении клинических испытаний в арендованном помещении на территории Нортвик-парка и больницы Св. Марка в Лондоне 13 марта 2006 г. Parexel — компания, которая проводит испытания лекарств от имени фармацевтических и биотехнологических компаний. Для участия в исследовании были привлечены здоровые добровольцы, заплатившие 2000 фунтов стерлингов. В результате испытания были госпитализированы все шесть добровольцев, которым вводили препарат, по крайней мере у четырёх из них была выявлена полиорганная недостаточность. Испытание было двойным слепым рандомизированным плацебо-контролируемым исследованием, в котором двое из восьми испытуемых получали плацебо, а шесть получали 1/500 максимальной дозы, использованной в предыдущих экспериментах с яванскими макаками. Все шесть испытуемых, получавших препарат, были мужчинами в возрасте от 19 до 34 лет (медиана 29,5); ни у кого из них не было примечательного медицинского анамнеза, и все чувствовали себя хорошо в течение 2 недель до испытания. Препарат вводили внутривенно, начиная с 8 ч. утра, с интервалом около 10 минут между пациентами, каждая инфузия длилась от 3 до 6 минут. Примерно через пятьдесят минут после того, как первый участник получил свою дозу, он пожаловался на головную боль, а вскоре после этого на жар и системную боль. Он снял рубашку, пожаловавшись, что чувствует, будто горит. Вскоре после этого остальные участники, которые получили препарат, также заболели, у них появилась рвота и жалобы на сильную боль. Первый пациент был переведён в отделение интенсивной терапии больницы Нортвик-Парк через 12 часов после инфузии, а остальные — в течение следующих 4 часов. У сильно пострадавшего добровольца, Мохаммеда Абдуллы, 28 лет, опухла голова. Симптом описали, как похожий на «Человека-слона». Испытуемый также потерял пальцы рук и ног в результате инъекции препарата.
Сообщалось, что у всех мужчин наблюдался тяжёлый синдром высвобождения цитокинов, приводящий к ангионевротическому отёку, отёку кожи и слизистых оболочек, сходный с эффектами каскада комплемента при тяжёлой аллергической реакции . Пациентов лечили кортикостероидами, чтобы уменьшить воспаление, и проводили плазмаферез, чтобы попытаться удалить TGN1412 из их кровообращения. Парадоксально, но некоторые виды лейкоцитов у мужчин (лимфоциты и моноциты, участвующие в иммунных реакциях) почти полностью исчезли через несколько часов после введения TGN1412.
Согласно пресс-релизу от 5 июля 2006 г. из North West London Hospitals NHS Trust, где лечили мужчин, состояние пациентов продолжало улучшаться, и «пятеро из них отправились домой в течение месяца после инцидента, один пациент оставался в больнице до 26-го июня, после чего он тоже уехал домой».
Ранее TGN1412 не вводили людям, однако ранее проводились испытания на животных, в том числе на нечеловекообразных приматах. Компания утверждает, что данный факт не указывал на какие-либо проблемы с безопасностью лекарственного препарата, и это нашло подтверждение в последующих отчетах MHRA. В патентной заявке США говорится, что «в рамках экспериментального исследования можно было бы показать, что введение in vitro античеловеческого CD28-SuperMAB вызывает у макаки-резус in vivo глубокую активацию Т-клеток без клинически видимых побочных эффектов», далее: "Данное антитело, несмотря на его сильную стимуляцию Т-клеток, очень хорошо переносится in vivo, в отличие от всех других известных веществ, активирующих Т-клетки ".
Компания TeGenero принесла извинения перед семьями пострадавших участников вскоре после событий, настаивая на том, что последствия были совершенно неожиданными и что все протоколы были соблюдены. В первоначальном обзоре доклинических данных и протоколов MHRA заявило, что нет ничего, что могло бы вызвать беспокойство, и что исследование было правильно санкционировано. Пострадавшие в ходе испытания препарата позже получили дополнительную финансовую компенсацию, которую один из участников использовал для найма личного тренера, чтобы восстановить физическую форму.

### Расследования
Агентство по регулированию лекарственных средств и товаров медицинского назначения (MHRA) опубликовало промежуточный отчет об испытании TGN1412 5 апреля 2006 г., а 25 мая 2006 г. — окончательный отчет. Недостатков в доклинической работе TeGenero и доказательств нераскрытых исследований обнаружено не было. Записи и процедуры Parexel были в порядке, включая измерение дозы и введение, никаких недостатков и ошибок, которые могли бы привести к заражению или передозировке, выявлено не было. MHRA считает, что действия компании не способствовали серьёзным нежелательным реакциям. Регламентирующие органы Германии проверили материал компании «Берингер Ингельхайм», изучив производство, тестирование, хранение и распространение TGN1412, но не было выявлено никаких нарушений, которые могли бы способствовать возникновению тяжёлых побочных эффектов.
Агентство пришло к выводу, что наиболее вероятной причиной реакции у испытуемых было непредсказуемое биологическое действие препарата на людей. Государственный секретарь Великобритании по вопросам здравоохранения согласился создать группу ведущих международных экспертов для рассмотрения этих вопросов и предоставления отчёта о будущем санкционировании таких испытаний с промежуточным отчётом через три месяца. Гордон Дафф, профессор молекулярной медицины в Шеффилдском университете, выступил как председатель группы. До тех пор, пока группа экспертов не предоставила отчёт, все дальнейшие заявки на клинические испытания, включающие в себя первые испытания на людях любого моноклонального антитела или других новых молекул, нацеленных на иммунную систему, не могли быть проведены на территории Великобритании.
В декабре 2006 г. был опубликован окончательный отчёт экспертной группы по первой фазе клинических испытаний. Было обнаружено, что в ходе испытания не учитывалось, что представляет собой безопасная доза для человека, и что действовавший на тот момент закон этого не требовал. Согласно отчёту было предложено 22 рекомендации, в том числе необходимость консультации независимого эксперта перед тем, как разрешить исследование высокого риска, тестирование только одного добровольца за раз (последовательное включение участников) в случае быстрого неблагоприятного воздействия и медленное введение лекарств путём инфузии, вместо инъекции.

### Последующие публикации
Судебный процесс стал предметом нескольких академических публикаций.
В 2007 году иммунологи из Института Пауля Эрлиха, Федерального агентства Германии по сывороткам и вакцинам, пересмотрели нормативные требования Германии после испытания TGN1412. Они предположили, что прогностическая ценность доклинических моделей на животных требует переоценки, коррекция дозы требует уточнения или изменения, а также необходимо установить критерии для антител с высокой степенью риска. Кроме того, было выдвинуто предложение, что исследования до I фазы были проведены для расчёта дозы с доклиническим уровнем «Нет эффекта», а не уровнем «Нет наблюдаемых побочных эффектов».
В начале 2007 года учёные выдвинули теорию о том, что действие препарата на людей отличается от действия на лабораторных животных, на которых препарат был впервые опробован. По их мнению, тяжёлые реакции у людей могли возникнуть только у людей с Т-лимфоцитами памяти. Животные, выращенные в стерильной лаборатории, по-видимому, не будут иметь «памяти» о предыдущих заболеваниях, поэтому не будут проявлять тяжёлых реакций, которые наблюдались у людей. Однако это не более чем недопонимание в рамках исследования: в нём говорится, что у изученных лабораторных животных меньше Т-клеток памяти, чем у людей, и что стимуляция только через рецептор CD28 в Т-клетках памяти заставляет их проникать в органы, а также активирует их.
Экспериментальные исследования и моделирование in vitro, опубликованные в 2008 г., показали, что 0,1 мг начальной дозы будет связываться с 86-91 % всех рецепторов CD28 в организме, что может привести к более высокому, чем ожидалось, эффекту даже при более низких начальных дозах.
В 2009 году Национальный институт биологических стандартов и контроля Великобритании сообщил, что была дана почти максимальная иммуностимулирующая доза, потому что безопасная начальная доза для человека была рассчитана «на основе результатов доклинических испытаний безопасности в неотзывчивых видах» (Macaca fascicularis). Также сообщалось, что Европейские рекомендации по клиническим испытаниям биологических препаратов первой фазы на людях были пересмотрены.
В 2010 году была объяснена неспособность предсказать тяжёлый синдром высвобождения цитокинов у людей. Данные in vitro показали, что эффекторные Т-клетки памяти CD4+ Macaca fascicularis, вида приматов, используемых для доклинических испытаний безопасности TGN1412, не экспрессируют CD28. Поскольку CD28 является мишенью антитела TGN1412, эффекторные Т-клетки M. fascicularis не могут быть стимулированы препаратом.
В 2013 году было описано, что стандартные провоспалительные маркеры TNFα и IL-8 не моделируют необычный провоспалительный ответ на TGN1412 и дают ложноотрицательный результат. Высвобождение IL-2 и лимфопролиферация являются более полезными предикторами ответа.
В 2016 году исследование, проведённое на гуманизированных мышах, оценило влияние TGN1412 на иммунную систему и подтвердило способность препарата вызывать синдром высвобождения цитокинов, разрушение лейкоцитов и другие негативные эффекты, наблюдавшиеся во время первоначального испытания на людях.

## Споры
Критики утверждали, что компания должна была предвидеть возникновение серьёзной реакции у людей. Иммунолог, с которым связался New Scientist и пожелавший остаться анонимным, сказал: «Вам не нужно быть учёным в области ракетостроения, чтобы понять, что произойдёт, если вы неспецифически активируете каждую Т-клетку в организме». Хотя препарат оказался безопасным на животных моделях, исследователи отметили, что были причины, по которым они могут не указывать на соответствующую реакцию у людей, особенно в отношении этого типа препарата. Би-би-си сообщила, что «у двух из 20 обезьян, участвовавших в более ранних тестах, увеличились лимфатические узлы», но также, что «данная информация касалась обезьян-самцов и была передана контролирующим органам». Компания TeGenero заявила, что это было преходящим и свидетельствовало о дополнительных Т-клетках, которые производит препарат. Эксперименты с другим препаратом, воздействующим на рецептор CD28 (но в меньшей степени, чем TGN1412), также показали побочные эффекты в испытаниях на людях. Высказывались критические замечания о том, что принятые риски и структура протокола недостаточно обоснованы надлежащими статистическими данными.
Критики испытаний на животных ссылались на этот случай, в качестве аргумента, что эксперименты на нечеловеческих животных, даже на видах, тесно связанных с людьми, не обязательно предсказывают реакцию человека и не могут оправдать вред, причинённый животным, или вытекающие из этого риски для людей.
TGN1412 был создан, чтобы идеально вместиться в рецептор CD28 человека. Испытания на мышах недостаточно точно предсказывали реакцию человеческого организма, поскольку для достижения того же уровня иммуногенности, что и у человека, потребовалась бы гораздо большая доза.
Клинические испытания TGN1412 на людях были предметом документальной драмы BBC 2017 года «The Drug Trial: Emergency at the Hospital».